# Rahway
Rahway é uma cidade localizada no estado americano de Nova Jérsei, no Condado de Union.

## Demografia
Segundo o censo americano de 2000, a sua população era de 26.500 habitantes.
Em 2006, foi estimada uma população de 27.843, um aumento de 1343 (5.1%).

## Geografia
De acordo com o United States Census Bureau tem uma área de
10,4 km², dos quais 10,3 km² cobertos por terra e 0,1 km² cobertos por água.

## Localidades na vizinhança
O diagrama seguinte representa as localidades num raio de 8 km ao redor de Rahway.